# Lago da Pedra
Lago da Pedra, amtlich portugiesisch Município de Lago da Pedra, ist eine brasilianische Gemeinde im Bundesstaat Maranhão. Die Bevölkerungszahl im Jahr 2010 betrug 46.083 Einwohner mit 59,52 % in städtischen und 40,48 % in den ländlichen Gebieten. Die Bevölkerungszahl wurde zum 1. Juli 2019 auf 50.266 Einwohner geschätzt, die Lago-Pedrenser (lago-pedrenses) genannt werden und auf einer Gemeindefläche von rund 1240,4 km² leben.

## Lage
Lago da Pedra liegt rund 310 km entfernt von der Hauptstadt São Luís des brasilianischen Bundesstaates Maranhão.

## Benachbarte Gemeinden
Paulo Ramos, Marajá do Sena, Lagoa Grande do Maranhão, São Roberto, Esperantinópolis, Poção de Pedras, Igarapé Grande, Lago do Junco, Bom Lugar und Vitorino Freire.

## Geschichte
Lago da Pedra wird im Jahre 1929 mit Ankunft der ersten Siedler in diesem Gebiet zum ersten Mal in den historischen Unterlagen der Stadt erwähnt. 1931 folgten weitere Landwirte die auf der Suche nach Weideland waren und errichteten die ersten Gebäude. Ihre Haupttätigkeit war die Tierzucht und Landwirtschaft begünstigt durch das Klima und Wasservorkommen in der geographischen Landschaft nahe einem großen See.
Der Siedlungsbezirk wurde zuerst der Verwaltung von Vitória do Mearim zugeordnet, wie eine Urkunden mit der Nummer 248. vom 31. Dezember 1948 belegt.
Im Zuge der territorialen Gliederung vom 1. Juli 1950 wurde der Ort zum ersten Mal als Lago da Pedra bezeichnet (Lago für den See und Pedra durch einen großen Felsen des Binnensee).
Durch Gesetz Nr. 776 des brasilianischen Bundesstaates Maranhão vom 2. Oktober 1952 wird die Zuordnung des ehemaligen Bezirks zu Meari aufgehoben und Lago de Pedra zur Gemeinde erklärt. Am 1. Januar 1953 wurde Lago da Pedra eine selbständige Gemeinde und Antonio da Silva Coelho zum vorläufigen ersten Verwalter von Lago da Pedra für zwei Jahre gewählt.
Seit seinen Anfängen wurde dieser Ort durch zahlreiche deutsche Investitionen, wie Bau von Schulen und lokalen Einrichtungen durch Priester und Missionare deutscher Herkunft unterstützt.